# USS Cromwell (DE-1014)
El USS Cromwell (DE-1014) fue un destructor escolta clase Dealey construido para la Armada de los Estados Unidos a mediados de la década de 1950.

## Construcción y características
El segundo destructor clase Dealey fue construido en Bath Iron Works, en la ciudad de Bath, estado de Maine. Su puesta de quilla se llevó a cabo el 3 de agosto de 1953 y su botadura el 4 de junio de 1954.
El USS Cromwell desplazaba 1314 t con carga ligera, y 1877 t con carga plena. Su eslora medía 93,9 m, su manga 11,2 m y su calado 3,6 m.
Su sistema se propulsión se componía por una turbina y dos calderas. Con 20 000 shp de potencia, permitían al buque desarrollar una velocidad de 27 nudos. Podía hacer 6000 mn a 12 nudos.
Equipaba cuatro cañones de calibre 76 mm y un squid.

## Servicio
Desde su apostadero en Newport, el USS Cromwell participó en ejercicios antisubmarinos desde Islandia hasta las islas Vírgenes. Participó en ejercicios de flota en el Caribe y sirvió como escuela para la Fleet Sonar School en Cayo Hueso, Florida. En septiembre y octubre de 1957, se incorporó a los ejercicios de la OTAN que le llevaron a puertos de Inglaterra y Francia. Y entre mayo y octubre de 1958, realizó su primer período de servicio en el Mediterráneo. Durante esos días, se unió a una patrulla del Mediterráneo oriental por motivo de la crisis del Líbano.
Entre febrero y abril de 1959, el Cromwell zarpó en un crucero que la llevó por el canal de Panamá a varios puertos de la costa oeste de América del Sur, y ejercicios con barcos de la Marina de Guerra del Perú. En agosto, septiembre y octubre de 1959, volvió a cruzar el Atlántico para las operaciones de la OTAN, y durante la primera mitad de 1960 se concentró en ejercicios anfibios con marines a lo largo de la costa de Carolina del Norte. El Cromwell participó en los ejercicios de la OTAN en 1960 y luego regresó a las operaciones de la costa este durante el resto del año.
El 1 de julio de 1972, fue retirado del registro naval.